# Carnoux-en-Provence
Ne doit pas être confondu avec Carnoules.
Carnoux-en-Provence est une commune française située dans la banlieue est de Marseille, dans le département des Bouches-du-Rhône, en région Provence-Alpes-Côte d'Azur.

## Géographie

### Localisation
Carnoux-en-Provence est située à l'est de Marseille, entre Aubagne au nord et Cassis au sud, au cœur d'un ensemble de collines prolongeant à l'est le massif de Saint-Cyr. Le village est allongé le long d'un profond vallon d'orientation générale sud-ouest - nord-est, bordé au nord par un plateau, dont seule la partie est appartient à la commune. La majorité des habitations se trouve sur le flanc nord-ouest du vallon, bien exposé.

### Climat
Pour des articles plus généraux, voir Climat de Provence-Alpes-Côte d'Azur et Climat des Bouches-du-Rhône.
En 2010, le climat de la commune est de type climat méditerranéen franc, selon une étude du Centre national de la recherche scientifique s'appuyant sur une série de données couvrant la période 1971-2000. En 2020, Météo-France publie une typologie des climats de la France métropolitaine dans laquelle la commune est exposée à un climat méditerranéen et est dans la région climatique  Provence, Languedoc-Roussillon, caractérisée par une pluviométrie faible en été, un très bon ensoleillement (2 600 h/an), un été chaud (21,5 °C), un air très sec en été, sec en toutes saisons, des vents forts (fréquence de 40 à 50 % de vents > 5 m/s) et peu de brouillards. 
Pour la période 1971-2000, la température annuelle moyenne est de 14,1 °C, avec une amplitude thermique annuelle de 15,1 °C. Le cumul annuel moyen de précipitations est de 648 mm, avec 5,9 jours de précipitations en janvier et 1,5 jours en juillet. Pour la période 1991-2020, la température moyenne annuelle observée sur la station météorologique de Météo-France la plus proche, « Aubagne », sur la commune d'Aubagne à 4 km à vol d'oiseau, est de 15,1 °C et le cumul annuel moyen de précipitations est de 647,8 mm. 
La température maximale relevée sur cette station est de 40,9 °C, atteinte le 5 août 2017 ; la température minimale est de −11,1 °C, atteinte le 12 février 2012,,. 
| Mois                                  | jan.          | fév.           | mars          | avril         | mai           | juin          | jui.          | août           | sep.           | oct.            | nov.            | déc.          | année      |
| ------------------------------------- | ------------- | -------------- | ------------- | ------------- | ------------- | ------------- | ------------- | -------------- | -------------- | --------------- | --------------- | ------------- | ---------- |
| Température minimale moyenne (°C)     | 2,4           | 2              | 4,4           | 7             | 10,6          | 14,2          | 16,5          | 16,5           | 13,3           | 10,4            | 6,1             | 3,2           | 8,9        |
| Température moyenne (°C)              | 7,6           | 7,9            | 10,7          | 13,3          | 17,3          | 21,3          | 23,9          | 23,9           | 19,9           | 16,1            | 11,3            | 8,3           | 15,1       |
| Température maximale moyenne (°C)     | 12,9          | 13,7           | 17            | 19,6          | 24            | 28,5          | 31,3          | 31,3           | 26,5           | 21,8            | 16,4            | 13,4          | 21,4       |
| Record de froid (°C) date du record   | −7,7 07.01.02 | −11,1 12.02.12 | −7,6 02.03.05 | −3,7 08.04.21 | 1,3 07.05.19  | 5,5 03.06.06  | 7,2 17.07.00  | 8,9 24.08.1988 | 4,3 29.09.1993 | −3,3 30.10.1997 | −7,7 23.11.1998 | −8,8 30.12.05 | −11,1 2012 |
| Record de chaleur (°C) date du record | 21,7 28.01.02 | 23,6 24.02.20  | 25,7 24.03.01 | 29 28.04.05   | 34,9 27.05.22 | 40,2 28.06.19 | 40,2 23.07.03 | 40,9 05.08.17  | 36 04.09.23    | 31,5 02.10.1997 | 25,2 01.11.22   | 22,4 30.12.21 | 40,9 2017  |
| Précipitations (mm)                   | 68,9          | 39             | 37,3          | 59,4          | 45            | 30            | 11,1          | 24,7           | 77,6           | 93,6            | 94,8            | 66,4          | 647,8      |

| Diagramme climatique                                  |         |           |           |          |            |              |              |              |              |             |             |
| J                                                     | F       | M         | A         | M        | J          | J            | A            | S            | O            | N           | D           |
| 12,92,468,9                                           | 13,7239 | 174,437,3 | 19,6759,4 | 2410,645 | 28,514,230 | 31,316,511,1 | 31,316,524,7 | 26,513,377,6 | 21,810,493,6 | 16,46,194,8 | 13,43,266,4 |
| Moyennes : • Temp. maxi et mini °C • Précipitation mm |         |           |           |          |            |              |              |              |              |             |             |

Les paramètres climatiques de la commune ont été estimés pour le milieu du siècle (2041-2070) selon différents scénarios d'émission de gaz à effet de serre à partir des nouvelles projections climatiques de référence DRIAS-2020. Ils sont consultables sur un site dédié publié par Météo-France en novembre 2022.

## Urbanisme

### Typologie
Au 1er janvier 2024, Carnoux-en-Provence est catégorisée ceinture urbaine, selon la nouvelle grille communale de densité à 7 niveaux définie par l'Insee en 2022.
Elle appartient à l'unité urbaine de Carnoux-en-Provence, une unité urbaine monocommunale constituant une ville isolée,. Par ailleurs la commune fait partie de l'aire d'attraction de Marseille - Aix-en-Provence, dont elle est une commune de la couronne,. Cette aire, qui regroupe 115 communes, est catégorisée dans les aires de 700 000 habitants ou plus (hors Paris),.

### Occupation des sols
L'occupation des sols de la commune, telle qu'elle ressort de la base de données européenne d’occupation biophysique des sols Corine Land Cover (CLC), est marquée par l'importance des territoires artificialisés (66,1 % en 2018), une proportion identique à celle de 1990 (66,1 %). La répartition détaillée en 2018 est la suivante : 
zones urbanisées (66,1 %), forêts (33,8 %), milieux à végétation arbustive et/ou herbacée (0,1 %). L'évolution de l’occupation des sols de la commune et de ses infrastructures peut être observée sur les différentes représentations cartographiques du territoire : la carte de Cassini (XVIIIe siècle), la carte d'état-major (1820-1866) et les cartes ou photos aériennes de l'IGN pour la période actuelle (1950 à aujourd'hui).

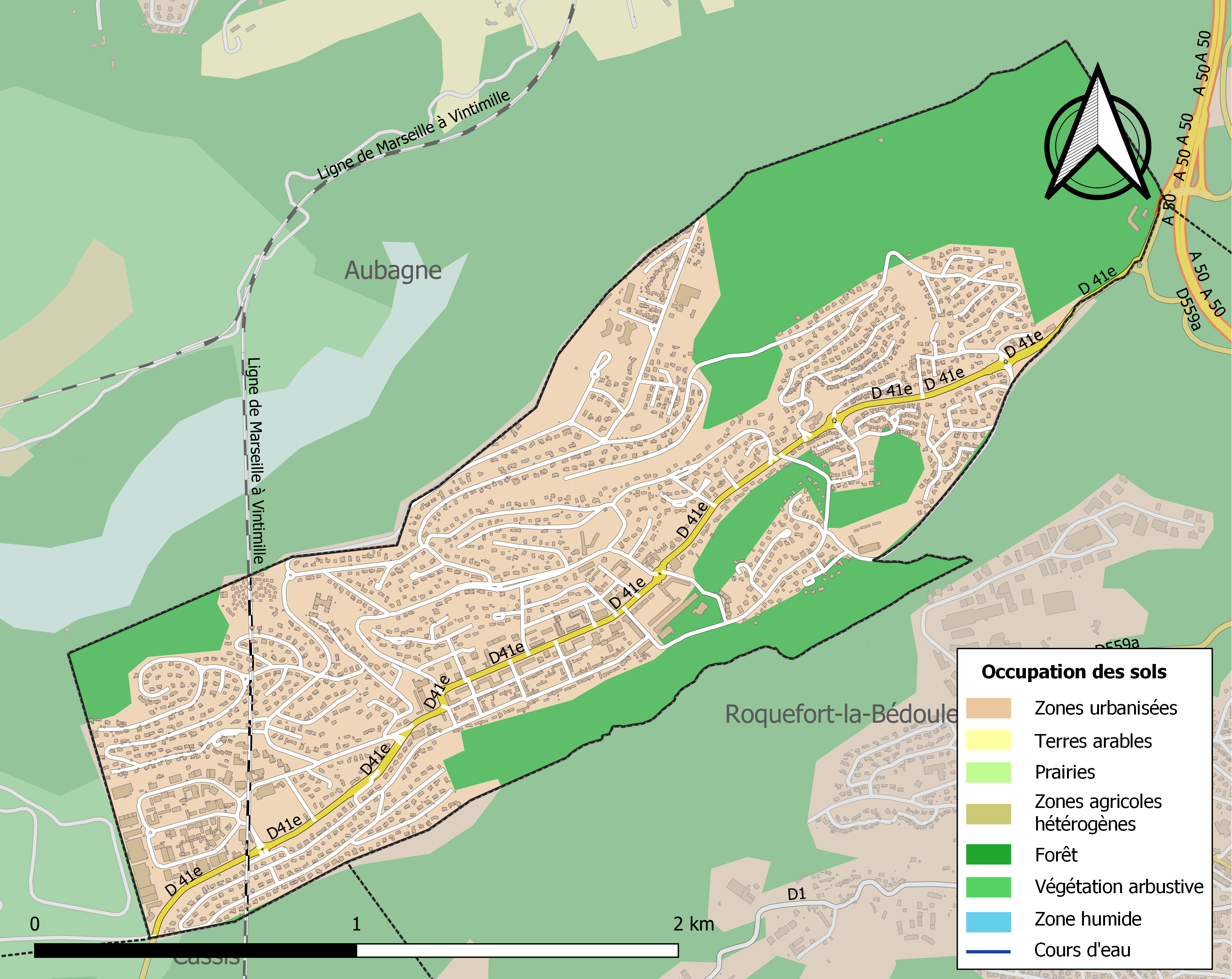
Carte des infrastructures et de l'occupation des sols de la commune en 2018 (CLC).

### Voies de communications et transports
La commune est traversée sur toute sa longueur par la route départementale 41E, qui la relie au sud à Cassis et au nord à l'autoroute A50 au sud d'Aubagne. C'est la seule liaison routière entre Carnoux et les communes voisines. Le centre de Marseille est à 16 kilomètres par le col de la Gineste (D 559), et 20 km par l'autoroute ; ces deux itinéraires sont régulièrement encombrés aux heures de pointe.
Des lignes de car régulières relient Carnoux à Cassis, à Aubagne et à Marseille. La voie ferrée Marseille - Toulon passe en tunnel sous la partie ouest de la commune ; la gare de Cassis est située à trois kilomètres de la sortie sud de Carnoux.
Pour les déplacements à l'intérieur de la commune, la communauté urbaine (MPM) assure un système de bus à la demande : « la Marcouline ».

## Histoire

### Époque contemporaine
En 1957, quelques entrepreneurs Français rapatriés du Maroc et entrainés par Émilien Prophète achètent 270 hectares principalement de garrigue sur le lieu-dit Les Carnoux sur la commune de Roquefort-la-Bédoule. Le terrain comprend aussi des vignes et une bastide, l'ensemble est acheté à la veuve de Tony Garnier. Les rapatriés du Maroc créent la localité nouvelle de Carnoux, où ceux d'Algérie sont accueillis à partir de 1962.
En 1966, la commune de Carnoux-en-Provence est créée devenant ainsi la 119e commune des Bouches-du-Rhône. L'urbanisme de la nouvelle municipalité est réalisé par l'architecte Jean Rozan (1887-1977).

## Politique et administration

### Tendances politiques et résultats
| Scrutin             | Scrutin             | 1er tour | 1er tour | 1er tour | 1er tour | 1er tour | 1er tour | 1er tour | 1er tour | 1er tour | 1er tour | 1er tour  | 1er tour | 2d tour | 2d tour | 2d tour | 2d tour | 2d tour | 2d tour |
| Scrutin             | Scrutin             | 1er      | 1er      | %        | 2e       | 2e       | %        | 3e       | 3e       | %        | 4e       | 4e        | %        | 1er     | 1er     | %       | 2e      | 2e      | %       |
| ------------------- | ------------------- | -------- | -------- | -------- | -------- | -------- | -------- | -------- | -------- | -------- | -------- | --------- | -------- | ------- | ------- | ------- | ------- | ------- | ------- |
| Présidentielle 2017 | Présidentielle 2017 |          | FN       | 32,31    |          | LR       | 25,47    |          | EM       | 17,63    |          | LFI       | 13,66    |         | FN      | 51,81   |         | EM      | 48,19   |
| Présidentielle 2022 | Présidentielle 2022 |          | RN       | 32,10    |          | LREM     | 24,00    |          | REC      | 14,14    |          | LFI       | 13,39    |         | RN      | 54,57   |         | LREM    | 45,43   |
| Législatives 2022   | 9e                  |          | RN       | 30,94    |          | Ren-Ens  | 22,03    |          | LR       | 15,37    |          | LFI-Nupes | 14,43    |         | RN      | 68,71   |         | LFI     | 31,29   |
| Législatives 2024   | 9e                  |          | RN       | 50,38    |          | Ren-Ens  | 20,76    |          | PS-NFP   | 16,52    |          | LR        | 8,01     |         | RN      | 65,19   |         | PS      | 34,81   |

### Liste des maires
| Période      | Période                    | Identité           | Étiquette | Qualité                         |
| ------------ | -------------------------- | ------------------ | --------- | ------------------------------- |
| janvier 1967 | mars 1971                  | Pierre Maret       |           |                                 |
| mars 1971    | décembre 1977 (démission)  | Adolphe Faure      |           |                                 |
| janvier 1978 | mars 1983                  | Marc Laprie        |           |                                 |
| mars 1983    | mars 2001                  | Jean Chaland       | DVD       | Ancien chef d'escale Air France |
| mars 2001    | En cours (au 27 juin 2020) | Jean-Pierre Giorgi | DVD       | Retraité                        |

## Population et société

### Démographie
L'évolution du nombre d'habitants est connue à travers les recensements de la population effectués dans la commune depuis 1968. Pour les communes de moins de 10 000 habitants, une enquête de recensement portant sur toute la population est réalisée tous les cinq ans, les populations de référence des années intermédiaires étant quant à elles estimées par interpolation ou extrapolation. Pour la commune, le premier recensement exhaustif entrant dans le cadre du nouveau dispositif a été réalisé en 2006.

En 2022, la commune comptait 6 872 habitants, en évolution de +4,98 % par rapport à 2016 (Bouches-du-Rhône : +2,48 %, France hors Mayotte : +2,11 %).
| 1968  | 1975  | 1982  | 1990  | 1999  | 2006  | 2011  | 2016  | 2021  |
| ----- | ----- | ----- | ----- | ----- | ----- | ----- | ----- | ----- |
| 2 207 | 3 120 | 5 149 | 6 363 | 7 042 | 6 896 | 6 792 | 6 546 | 6 747 |

| 2022  | - | - | - | - | - | - | - | - |
| ----- | - | - | - | - | - | - | - | - |
| 6 872 | - | - | - | - | - | - | - | - |

### Sports et loisirs
- La ville comptait un club de football, le Stade Olympique Cassis-Carnoux, qui a évolué en CFA puis au sein du championnat de France de National 2009-2010, avant sa disparition en 2010. Il a été remplacé par le Sporting Club Cassis-Carnoux, puis la fusion s'est brisée pour donner naissance au Carnoux Football Club, membre du district de Provence de football.

## Culture et patrimoine

### Lieux et monuments
Dans l'église Notre-Dame-d'Afrique se trouve la statue d'une Vierge noire, réplique de celle de la basilique Notre-Dame d'Afrique d'Alger, et vers laquelle un pèlerinage est organisé chaque 15 août à l'occasion des fêtes de l'Assomption. Au cours du pèlerinage la statue de la Vierge est portée en procession jusqu’à la croix qui domine Carnoux et qui est tournée vers Sidi Ferruch (Sidi-Fredj) en Algérie.

### Personnalités liées à la commune
- Ignace Heinrich (1925-2003), décathlonien français.
- Tony Garnier (1869-1948), architecte et urbaniste lyonnais, a passé sa retraite dans son domaine sur la commune, il comprenait une bastide devenue l'hôtellerie de la Crémaillère et un parc qui porte son nom de même que la rue attenante[28],[29].

### Institutions
C'est en partie sur la commune de Carnoux-en-Provence que se situe le camp de Carpiagne. Ce camp militaire de 1500 hectares est la base des légionnaires cavaliers du 1er Régiment étranger de cavalerie, la plus grande formation combattante des Bouches-du-Rhône.

### Héraldique
| Armes de Carnoux-en-Provence | Les armes peuvent se blasonner ainsi : De gueules à la barre cousue d'azur accompagnée en chef de trois croissants mal ordonnés, les deux en pointe adossés d'argent et en pointe d'une fleur de lys d'or surmontée d'un lambel du même. |

### Galerie

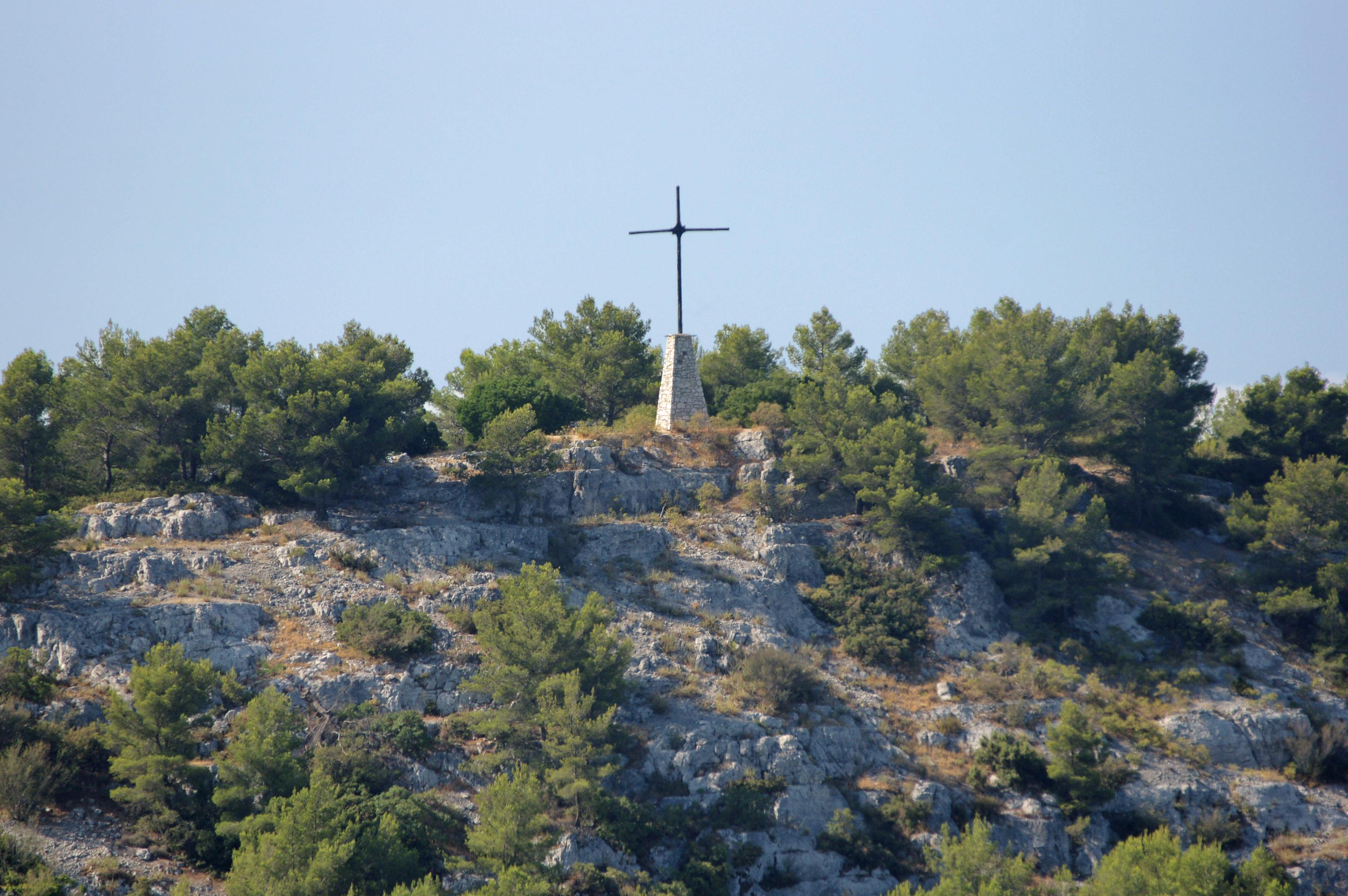
La croix dominant Carnoux.
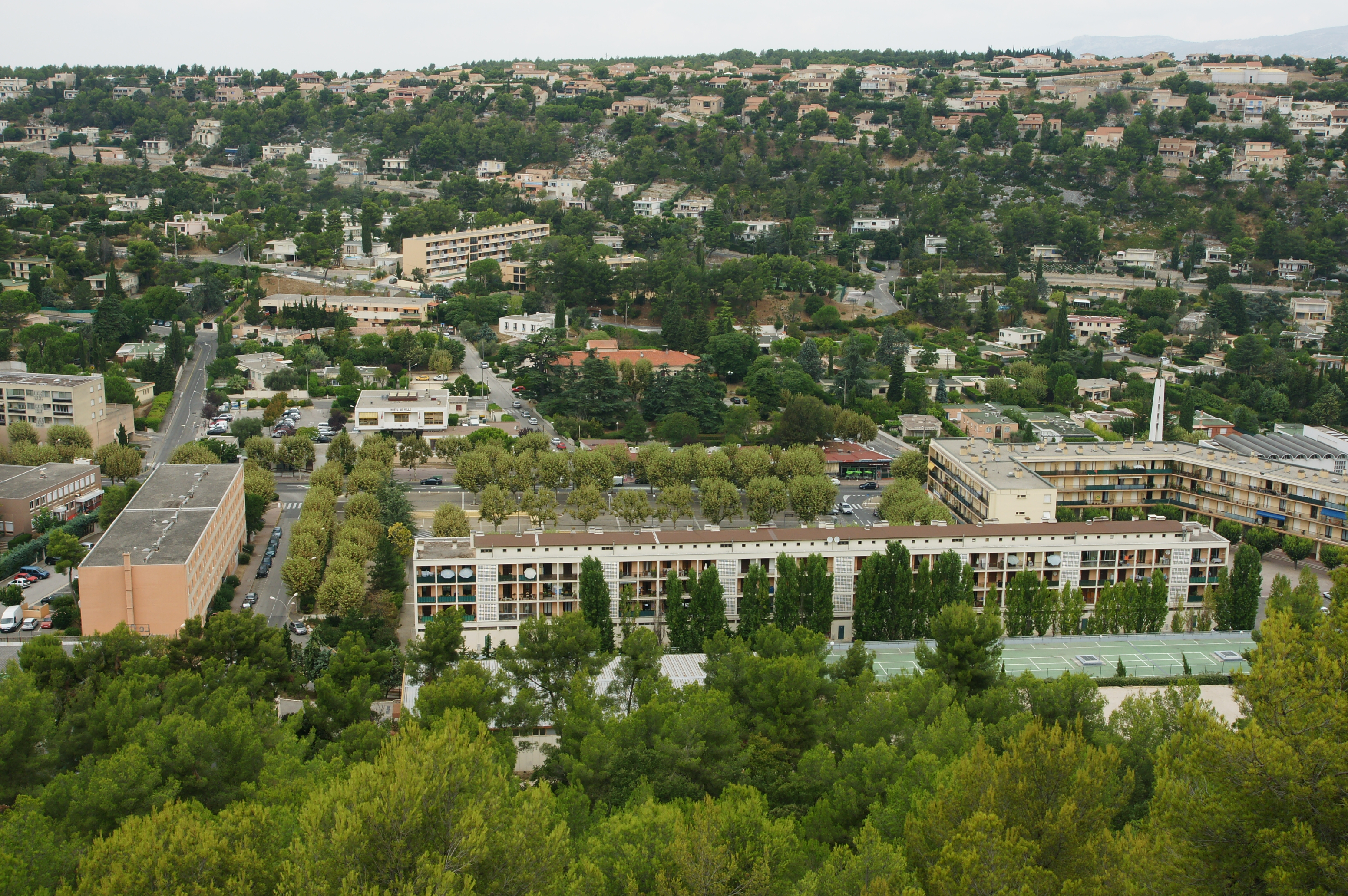
Le centre-ville de Carnoux vu depuis la croix.
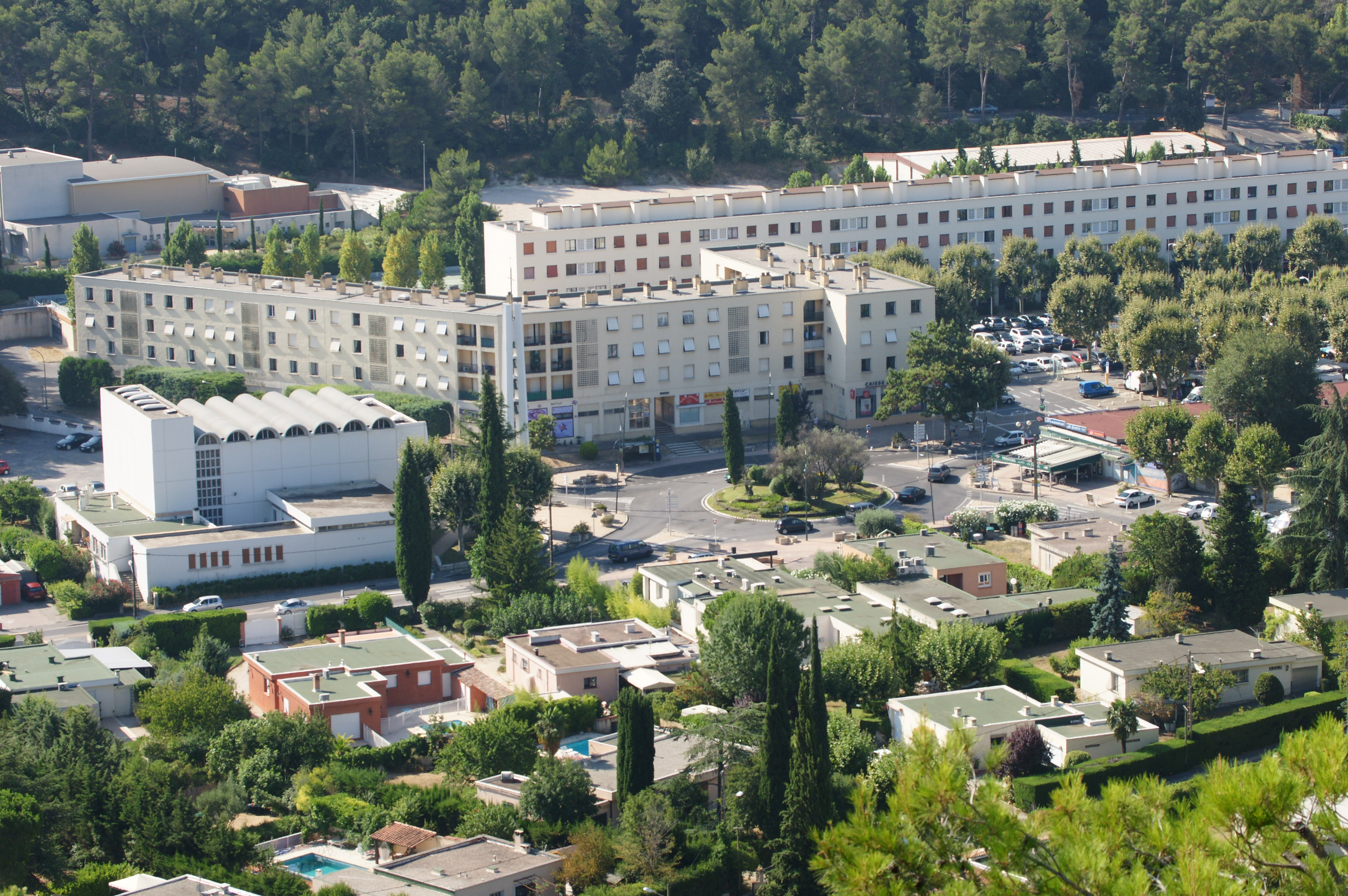
Le centre-ville vu des hauts de Carnoux.
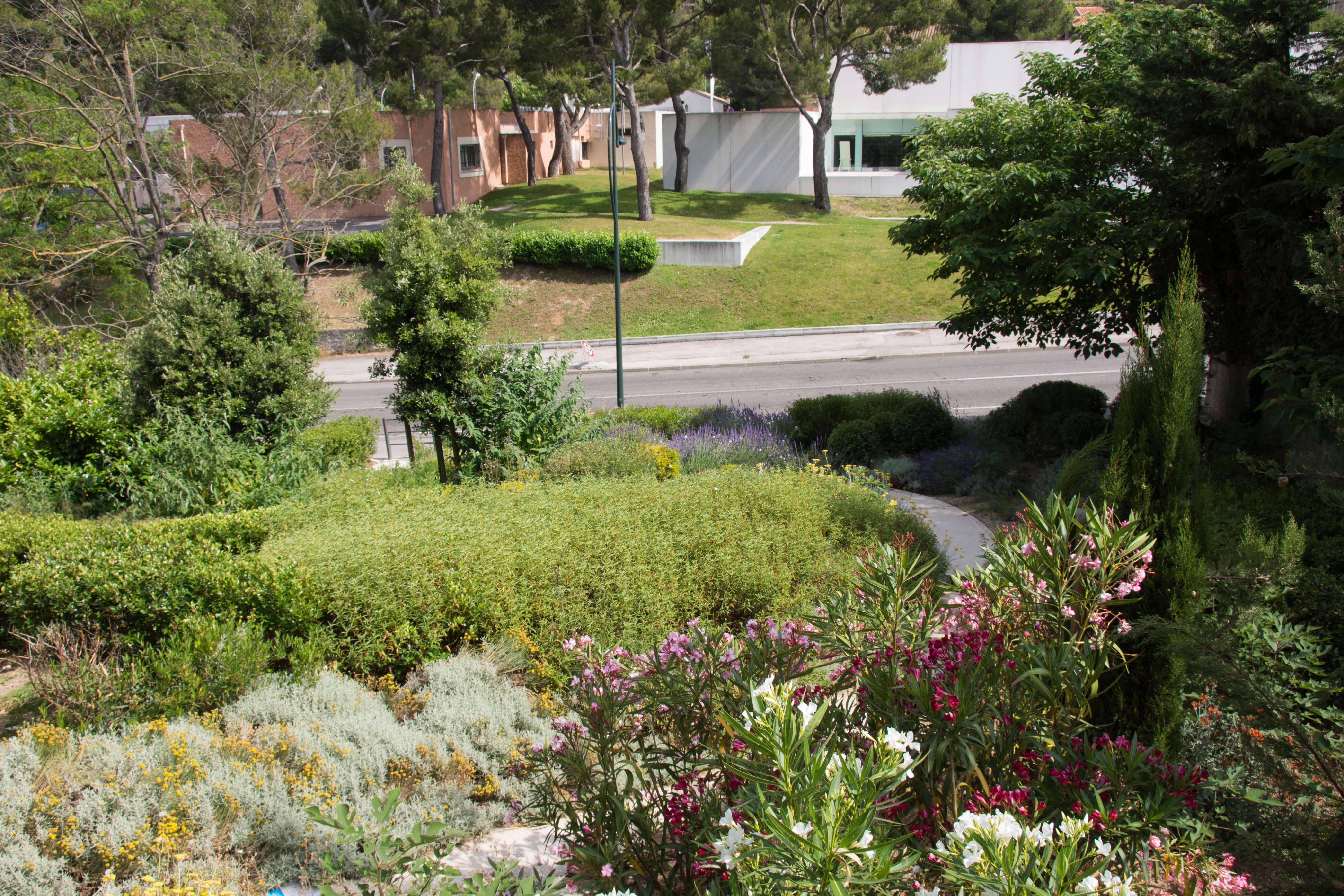
Pôle culturel de Carnoux.
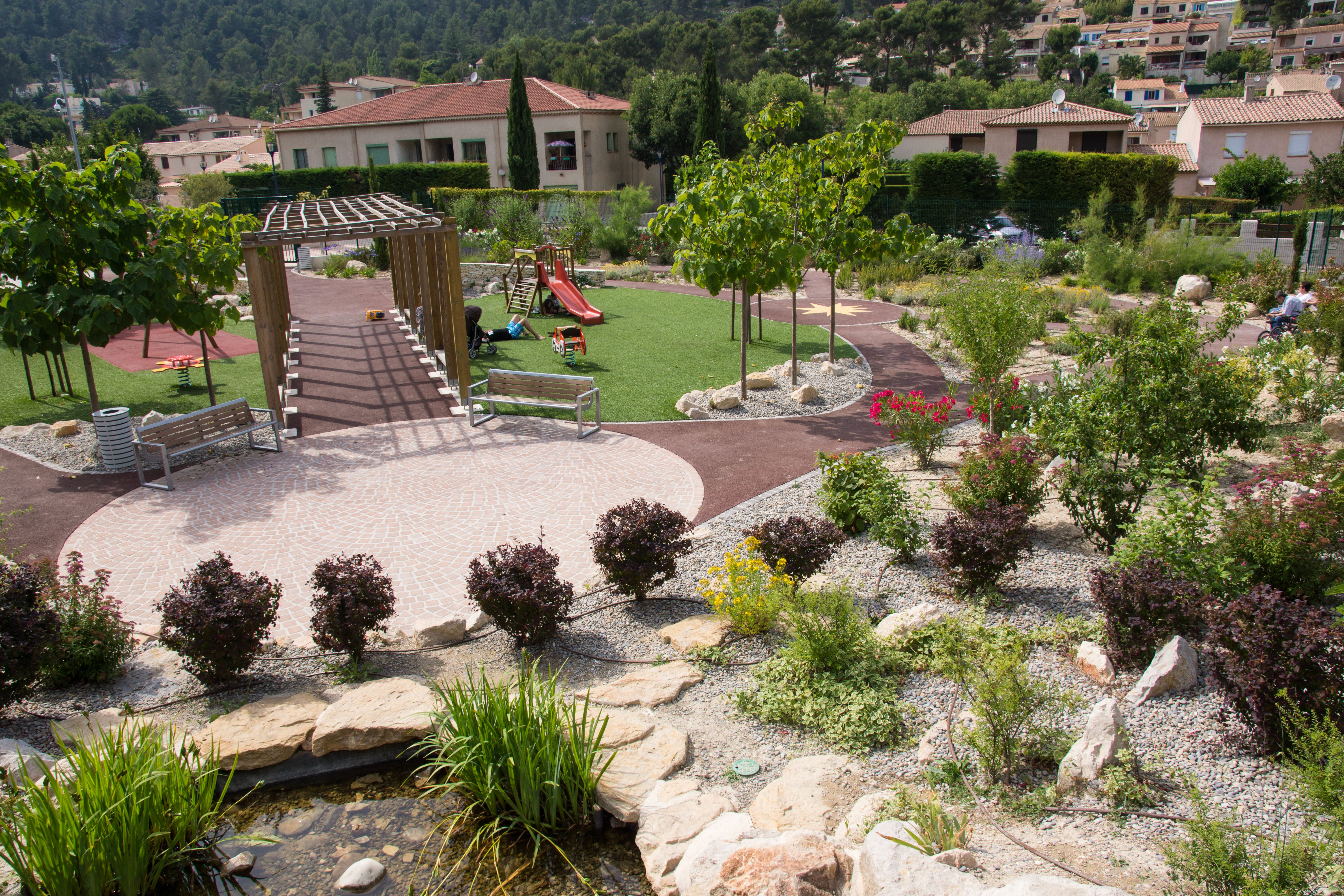
Jardin Jean-Chaland.